# Псевдообратная матрица
Псевдообра́тная ма́трица — обобщение понятия обратной матрицы в линейной алгебре. Псевдообратная матрица к матрице {\displaystyle A} обозначается {\displaystyle A^{+}}.
Впервые концепцию псевдообратных интегрирующих операторов в 1903 году представил Фредгольм. Наиболее известно псевдообращение Мура — Пенроуза, которое было независимо описано Элиакимом Муром в 1920 году и Роджером Пенроузом в 1955 году; утверждение о существовании и единственности для любой матрицы над действительными и комплексными числами псевдообратной матрицы носит название теоремы Мура — Пенроуза.
Обобщённое обращение (англ. generalized inverse) — псевдообращение, удовлетворяющее более строгим условиям. Псевдообращение можно понимать как решение задачи наилучшей аппроксимации (по методу наименьших квадратов с предельным вариантом регуляризации) для соответствующей системы линейных уравнений. Псевдообратная матрица может быть вычислена с помощью сингулярного разложения матрицы.

## Определение
{\displaystyle A^{+}} называется псевдообратной матрицей для матрицы {\displaystyle A}, если она удовлетворяет следующим критериям:
1. {\displaystyle AA^{+}A=A};
2. {\displaystyle A^{+}AA^{+}=A^{+}} ({\displaystyle A^{+}} является слабым обращением в мультипликативной полугруппе);
3. {\displaystyle (AA^{+})^{*}=AA^{+}} (это означает, что {\displaystyle AA^{+}} — эрмитова матрица);
4. {\displaystyle (A^{+}A)^{*}=A^{+}A} ({\displaystyle A^{+}A} — тоже эрмитова матрица).

Здесь {\displaystyle M^{*}} — эрмитово сопряжённая матрица M (для матриц над полем действительных чисел {\displaystyle M^{*}=M^{T}}).
Существует эквивалентный способ задания псевдообратной матрицы через предел обратных (регуляризация Тихонова):
{\displaystyle A^{+}=\lim _{\delta \to +0}(A^{*}A+\delta I)^{-1}A^{*}=\lim _{\delta \to +0}A^{*}(AA^{*}+\delta I)^{-1}},
где {\displaystyle I} — единичная матрица. Этот предел существует, даже если {\displaystyle (AA^{*})^{-1}} и {\displaystyle (A^{*}A)^{-1}} не определены.

## Свойства
- Псевдообращение инволютивно (то есть эта операция обратна самой себе):
{\displaystyle (A^{+})^{+}=A}.
- Псевдообращение коммутирует с транспонированием, сопряжением и эрмитовым сопряжением:
{\displaystyle (A^{T})^{+}=(A^{+})^{T}},
 {\displaystyle ({\overline {A}})^{+}={\overline {A^{+}}}},
 {\displaystyle (A^{*})^{+}=(A^{+})^{*}}.
- Псевдообратное произведение матрицы {\displaystyle A} на скаляр {\displaystyle \alpha } равно соответствующему произведению матрицы {\displaystyle A^{+}} на обратное число {\displaystyle \alpha ^{-1}}:
{\displaystyle (\alpha A)^{+}=\alpha ^{-1}A^{+}}, для {\displaystyle \alpha \neq 0}.
- Если псевдообратная матрица для {\displaystyle A^{*}A} уже известна, она может быть использована для вычисления {\displaystyle A^{+}}:
{\displaystyle A^{+}=(A^{*}A)^{+}A^{*}}.
- Аналогично, если матрица {\displaystyle (AA^{*})^{+}} уже известна:
{\displaystyle A^{+}=A^{*}(AA^{*})^{+}}.

## Особые случаи
Если столбцы матрицы {\displaystyle A} линейно независимы, тогда матрица {\displaystyle A^{*}A} обратима. В таком случае псевдообратная матрица задаётся формулой:
{\displaystyle A^{+}=(A^{*}A)^{-1}A^{*}}.
Это эквивалентно тому, что в первой части определения через предел убирается слагаемое с {\displaystyle \delta }.
Отсюда следует что в этом случае {\displaystyle A^{+}} — левая обратная матрица для {\displaystyle A} : {\displaystyle A^{+}A=I} .
Если строки матрицы {\displaystyle A} линейно независимы, тогда матрица {\displaystyle AA^{*}} обратима. В таком случае псевдообратная матрица задаётся формулой:
{\displaystyle A^{+}=A^{*}(AA^{*})^{-1}}.
Это эквивалентно тому, что во второй части определения через предел полагаем {\displaystyle \delta =0}.
Отсюда следует, что в этом случае {\displaystyle A^{+}} — правая обратная матрица для {\displaystyle A} : {\displaystyle AA^{+}=I}.
Если и столбцы, и строки линейно независимы (что верно для квадратных невырожденных матриц), то псевдообращение совпадает с обращением:
{\displaystyle A^{+}=A^{-1}}.
Если {\displaystyle A} и {\displaystyle B} таковы, что произведение {\displaystyle AB} определено и:
- либо {\displaystyle A^{*}A=I},
- либо {\displaystyle BB^{*}=I},
- либо столбцы {\displaystyle A} линейно независимы и строки {\displaystyle B} линейно независимы,

тогда
{\displaystyle (AB)^{+}=B^{+}A^{+}}.
Псевдообращение можно применять и к скалярам, и к векторам. Это подразумевает, что они рассматриваются как матрицы соответствующей размерности. Псевдообратный к скаляру {\displaystyle x} — ноль, если {\displaystyle x} — ноль, и обратный к {\displaystyle x} в противном случае:
{\displaystyle x^{+}=\left\{{\begin{matrix}0,&x=0;\\x^{-1},&x\neq 0.\end{matrix}}\right.}
Псевдообратный для нулевого вектора — транспонированый нулевой вектор. Псевдообратный для ненулевого вектора — сопряжённый транспонированный вектор, делённый на квадрат своей длины:
{\displaystyle x^{+}=\left\{{\begin{matrix}0^{T},&x=0;\\{x^{*} \over x^{*}x},&x\neq 0.\end{matrix}}\right.}
Для доказательства достаточно проверить, что эти величины удовлетворяют определению псевдообратных.

## Происхождение
Если {\displaystyle (A^{*}A)^{-1}} существует, то из равенства:
{\displaystyle Ax=b,}
следует
{\displaystyle A^{*}Ax=A^{*}b,}
{\displaystyle (A^{*}A)^{-1}(A^{*}A)x=(A^{*}A)^{-1}A^{*}b,}
{\displaystyle x=(A^{*}A)^{-1}A^{*}b,}
что порождает понятие псевдообращения
{\displaystyle A^{+}=(A^{*}A)^{-1}A^{*}} .

## Вычисление
Пусть {\displaystyle k} — ранг матрицы {\displaystyle A} размера {\displaystyle m\times n}. Тогда {\displaystyle A} может быть представлена как {\displaystyle A=BC}, где B — матрица размера {\displaystyle m\times k} с линейно независимыми столбцами и {\displaystyle C} — матрица размера {\displaystyle k\times n} с линейно независимыми строками. Тогда:
{\displaystyle A^{+}=C^{*}(CC^{*})^{-1}(B^{*}B)^{-1}B^{*}}.
Если {\displaystyle A} имеет полнострочный ранг, то есть {\displaystyle k=m}, тогда в качестве {\displaystyle B} может быть выбрана единичная матрица и формула сокращается до {\displaystyle A^{+}=A^{*}(AA^{*})^{-1}}. Аналогично, если {\displaystyle A} имеет полностолбцовый ранг, то есть, {\displaystyle k=n}, то {\displaystyle A^{+}=(A^{*}A)^{-1}A^{*}}.
Простейший вычислительный путь получения псевдообратной матрицы — использовать сингулярное разложение.
Если {\displaystyle A=U\Sigma V^{*}} — сингулярное разложение {\displaystyle A}, тогда {\displaystyle A^{+}=V\Sigma ^{+}U^{*}}. Для диагональной матрицы, такой как {\displaystyle \Sigma }, псевдообратная получается из неё заменой каждого ненулевого элемента на диагонали на обратный к нему.
Существуют оптимизированые подходы вычисления псевдообратной для блочных матриц.
Иногда объём расчётов по нахождению псевдообратной матрицы можно сократить, если известна псевдообратная для некоторой аналогичной матрицы. В частности, если аналогичная матрица отличается от начальной на один изменённый, добавленный или удалённый столбец или строку — существуют накопительные алгоритмы, которые могут использовать взаимосвязь между матрицами.

## Применение
Псевдообращение тесно связано с методом наименьших квадратов (МНК) для системы линейных уравнений.
В этом методе задача решения данной системы {\displaystyle Ax=b} заменяется задачей минимизации квадрата евклидовой нормы невязки {\displaystyle \|Ax-b\|^{2}}. На практике МНК обычно используют когда исходная система {\displaystyle Ax=b} несовместна, однако ниже мы рассмотрим случай когда эта система совместна.
Общее решение неоднородной системы {\displaystyle Ax=b} представимо как сумма частного решения неоднородной системы и общего решения соответствующей однородной системы {\displaystyle Ax=0}.
Лемма: Если {\displaystyle (AA^{*})^{-1}} существует, тогда общее решение {\displaystyle x} всегда представимо как сумма псевдообратного решения неоднородной системы и решения однородной системы:
{\displaystyle x=A^{*}(AA^{*})^{-1}b+(I-A^{*}(AA^{*})^{-1}A)y.}
Доказательство:
| {\displaystyle Ax} | {\displaystyle =} | {\displaystyle AA^{*}(AA^{*})^{-1}} | {\displaystyle b} | {\displaystyle +} | {\displaystyle Ay-AA^{*}(AA^{*})^{-1}Ay} |
| {\displaystyle Ax} | {\displaystyle =} |                                     | {\displaystyle b} | {\displaystyle +} | {\displaystyle Ay-Ay}                    |
| {\displaystyle Ax} | {\displaystyle =} |                                     | {\displaystyle b} | .                 |                                          |
Здесь вектор {\displaystyle y} произвольный (с точностью до размерности). В двух других членах есть псевдообратная матрица {\displaystyle A^{*}(AA^{*})^{-1}}. Переписав её в форме {\displaystyle A^{+}}, приведём выражение к форме:
{\displaystyle x=A^{+}b+(I-A^{+}A)y.}
Первый член — псевдообратное решение. В терминах метода наименьших квадратов — это {\displaystyle x}, дающее минимальную евклидову норму для невязки. Следующий член даёт решение однородной системы {\displaystyle Ax=0}, потому что {\displaystyle A^{+}A=A^{*}(AA^{*})^{-1}A} — оператор проектирования на образ оператора {\displaystyle A^{*}} и, соответственно, {\displaystyle (I-A^{+}A)} — оператор проектирования на ядро оператора {\displaystyle A}.